# ميخائيل فيلد
ميخائيل فيلد (بالإنجليزية: Michael Field)‏ هو سياسي أسترالي، ولد في 28 مايو 1948 في أستراليا. حزبياً، نشط في حزب العمال الأسترالي. وقد انتخب عضو مجلس نواب تسمانيا عن دائرة Division of Braddon (state) ‏ (11 ديسمبر 1976 – 3 يوليو 1997) وانتخب Premier of Tasmania ‏ (29 يونيو 1989 – 17 فبراير 1992).